# Legio III Diocletiana

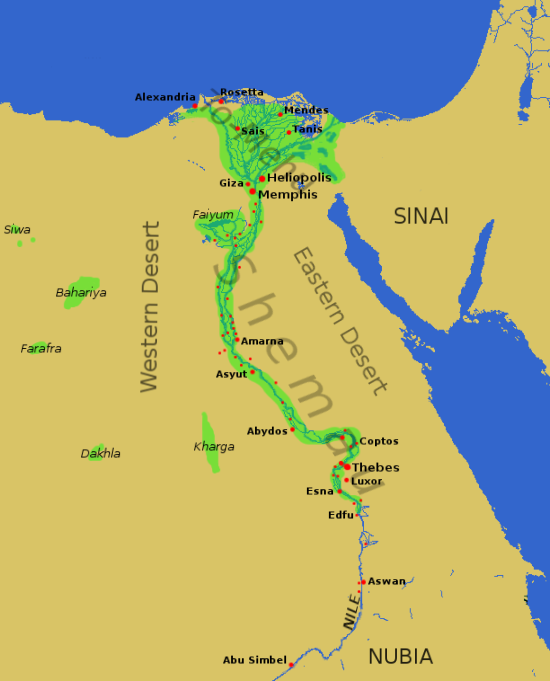
Carte de l’Égypte. La Legio III Diocletiana devait au départ protéger la région du Delta ; elle fut envoyée plus au sud lors des émeutes de la fin du III.

La Legio III Diocletiana (litt. : la légion III de Dioclétien)  fut une légion romaine de l’Antiquité tardive, levée par Dioclétien vers 296/297 pour assurer la sécurité de l’Égypte ; elle demeura en existence au moins jusqu’au début du Ve siècle.
L’emblème de cette légion ne nous est pas parvenu.

## Historique
Au début de son règne en 293, Dioclétien procéda à des réformes en profondeur de l’administration civile et de la défense militaire de l’empire. Après avoir créé la tétrarchie, système de gouvernement où chacun des deux Augustes (Dioclétien  et Maximien) était secondé par deux Césars (Galère et Constance), il doubla le nombre des provinces et créa une structure régionale regroupant les 100 provinces en douze diocèses; au cours de cette réorganisation, l'Égypte perdit son statut particulier de possession directe de l'empereur,. 
Il réorganisa également l’armée, créant pour chaque tétrarque une armée mobile (comitatenses), alors qu’un système de fortifications (limes) établi le long de la frontière était gardé par des unités permanentes (limitanei). Tout en conservant les 39 légions déjà existantes, mais dont certaines n’étaient pratiquement plus que l’ombre d’elles-mêmes, il leva au moins 14 nouvelles légions dont la Legio III Diocletiana ainsi que les I et II Iovia, II, III et IV Herculia, I Maximiana et I Isaura Sagittaria.
La Legio III Diocletiana, de même que les Legio I Maximiana et II Flavia, furent créées par Dioclétien pour assurer le contrôle de la nouvelle province de Thebais (Haute-Égypte) créée par la partition de l’ancienne province unifiée d’Égypte. On lui donna le cognomen ou surnom de Diocletiana en l’honneur de l’empereur et le numéro d’ordre indiquait qu’elle avait été créée après la Legio II Flavia Constantia. 
La création de ces trois légions avait été rendue nécessaire par la révolte qui s’était déclarée en Égypte à la suite de la promulgation par le préfet Aristius Optatius d’un nouveau régime de taxation, révolte facilitée par le fait que de nombreuses troupes avaient été retirées d'Égypte et envoyées vers le front de Syrie où se trouvait alors Dioclétien. La révolution éclata presque partout à la fois : en Thébaïde dans les cités commerçantes de Coptos et Ptolémaïs, au Fayoum et au Delta, ainsi qu’à l’importante métropole d’Alexandrie, deuxième ville de l’empire après Rome. Les rebelles proclamèrent alors un nouvel empereur, Lucius Domitius Domitianus dont les monnaies montrent qu’il cherchait à se présenter comme empereur à parts égales avec Dioclétien et Maximien. Craignant que cette révolte ne vienne détacher les provinces d’Orient de Rome comme cela avait été le cas sous Valérien et Zénobie, Dioclétien quitta lui-même le front syrien pour venir rétablir l’ordre en Égypte durant l’automne et le début de l’hiver 297. Il ne parvint à  reprendre Alexandrie qu’après un long siège au printemps 298 et tira vengeance en mettant la ville à feu et à sang. L’armée réussit à rétablir l’ordre dans le reste du pays, mais la domination romaine se fit durement sentir : les villes de Coptos et de Busiris qui avaient été au centre de la révolte furent détruites. Les nouvelles taxes, accompagnées d’un recensement général furent mises en place sous la supervision de l’empereur et la province d’Égypte fut officiellement divisée en trois nouvelles provinces : Aegyptus Iovia, Aegyptus Thebais et Aegyptus Herculia,, .

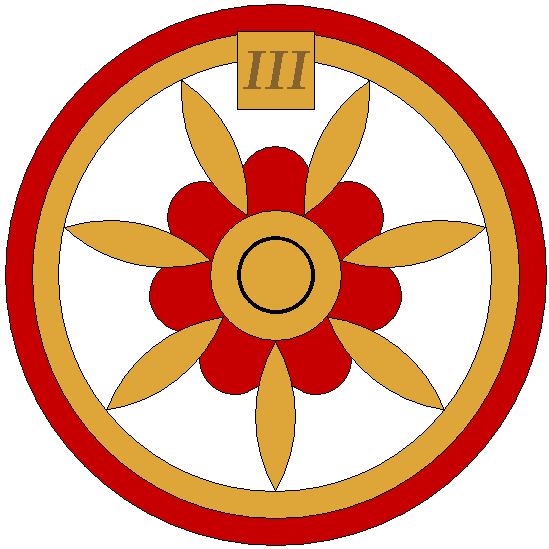
Insigne de bouclier de la Legio III Diocletiana selon la Notitia Dignitatum.

Des détachements de la légion furent alors postés à Apollonopolis Magna (Edfu), Tentyra (Dendera), Syene (Assuan), Ptolemais Hermeiou (el-Manscha) et Panopolis (el-Achmim), localités de l’Aegyptus Thebais. 
Au cours du IVe siècle, des détachements de la légion furent également postés près de Thèbes et de Ombos (Naqada) dans le sud du pays pour en assurer la défense par la construction de fortins.
Forte d’environ 5 000 à 6 000 hommes au départ comme la plupart des légions, elle fut renforcée sous l’empereur Théodose (r. 378-395) par l’addition de contingents goths devenus foederati (alliés de l’empire). En revanche, elle perdit un détachement qui, sous le nom de Legio III Diocletiana Thebaeorum, fut intégré à l’armée de campagne (comitatenses) et envoyée en Macédoine .
Au début du Ve siècle, la Legio tertia Diocletiana [Thebaidos] était stationnée à Andropolis et était sous les ordres du Comes limitis Aegypti (litt : comte de la frontière égyptienne). D’autres unités de la légion étaient cantonnées à Ombos (Naqada), Praesentia et Thèbes sous le Dux Thebaidos . La Legio Tertia Diocletiana Thebaeorum pour sa part relevait du Magister militum per Thracias (litt : maitre des milices de Thrace).

## Le mythe de la «Légion thébaine»
Le massacre de la légion thébaine (ou thébéenne) aurait eu lieu sous Dioclétien entre 285 et 306 à Agaune, aujourd'hui Saint-Maurice en Valais. 
Trois légions romaines pourraient être au cœur de cette légende : la Legio I Maximiana, la Legio II Flavia Constantia et la Legio III Diocletiana. Selon une « passion »  attribuée à Eucher, évêque de Lyon au Ve siècle, Maurice d'Agaune, commandant de cette « Légion thébaine » et d'autres officiers, furent envoyés par le  coempereur Maximien Hercule persécuter les chrétiens de Martigny. Les soldats de cette légion étant eux-mêmes chrétiens coptes refusèrent de ce faire et furent exécutés. Les invraisemblances historiques du texte de même que le fait que seul le mot « Thèbes » permet de relier l’histoire à l'une ou l'autre de ces légions, rendent son authenticité douteuse ,.